# 청루십이방
청루십이방(靑樓十二房,  Ancient Chinese Whorehouse)은 홍콩에서 제작된 여계명 감독의 1994년 영화이다. 정칙사 등이 주연으로 출연하였다.

## 출연

### 주연
- 정칙사
- 성규안
- 원경단
- 옹홍
- 서금강

### 조연
- 유적지
- 한곤